# Listă de scriitori români - A

## Scriitori români - A
| - Abaluță, Constantin - Acterian, Haig - Adamescu, Gheorghe - Adameșteanu, Gabriela - Aderca, Felix - Agârbiceanu, Ion - Agopian, Ștefan - Adrian, Gheorghe - Aldulescu, Radu - Alecsandri, Vasile - Alexandrescu, Gheorghe - Alexandrescu, Grigore | - Alexandrescu, Sorin - Alexandru, Ioan - Alexandru, Radu F. - Almosnino, George - Anania, George - Anca, George - Andrei, Liviu - Andru, Vasile - Angelescu, Silviu - Anghel, Dimitrie - Anghel, Paul - Anghel Mânăstire, Ion | - Anghel Petre - Anghelescu, Mircea - Anton, Ion - Antonesei, Liviu - Apetroaie, Liviu - Ardeleanu, Carol - Arghezi, Tudor - Arion, George - Asachi, Gheorghe - Astaloș, George - Avram, Vasile |  |